# 198e Infanteriedivisie (Wehrmacht)
De 198e Infanteriedivisie (Duits: 198. Infanterie-Division) was een Duitse infanteriedivisie tijdens de Tweede Wereldoorlog. De divisie werd aan allerlei fronten ingezet. Beginnend met de inval in Denemarken in april 1940, kort in actie in Oost-Frankrijk, bezettingsmacht Frankrijk en in Roemenië. Vanaf juni 1941 in actie aan het oostfront, gedurende drie jaar, altijd in de zuidelijke sector. In juni 1944 werd de uitgebluste divisie naar Frankrijk gehaald en heropgebouwd. Er volgde de terugtocht vanuit Zuid-Frankrijk naar de Elzas, gevechten daar en de laatste terugtocht in 1945 door Zuid-Duitsland.

## Geschiedenis

### Oprichting en training
De 198e Infanteriedivisie werd opgericht op 1 december 1939 rond Praag door de Wehrkreis Böhmen und Mähren en uit de daarheen verplaatste vervangingstroepen van Wehrkreis V.. De 198e Infanteriedivisie was een divisie van de 7e Aufstellungswelle. Deze Welle werd samengesteld eind 1939, toen de Wehrmacht zich voorbereidde op de Slag om Frankrijk. In deze 7e Welle-eenheden werden de antitankdetachementen ondersteund door een fietscompagnie. Ze waren bewapend met Duits materieel, in plaats van met het Tsjechoslowaakse materieel van de 5e en 6e Welle.

### Operatie Weserübung

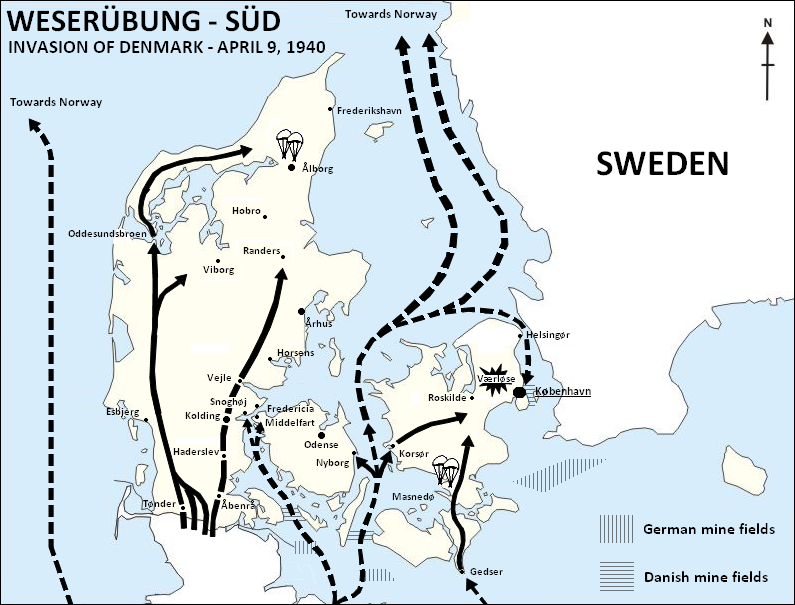
De Duitse invasie in Denemarken

Na 4 maanden opstellen en trainen in de Brdy heuvels en bij Perleberg, verhuisde de divisie naar haar eerste oorlogsmissie naar Sleeswijk-Holstein. Van daaruit rukte de divisie in het kader van Operatie Weserübung samen met de 170e Infanteriedivisie vanaf 9 april 1940 Denemarken binnen. De hoofdtaak was de bezetting van Kopenhagen en de eilanden Seeland en Funen, en de tweede taak was de bezetting van Bornholm.
Na een korte bezettingsperiode in Denemarken werd de divisie in juni 1940 verplaatst naar de 1e Leger van Heeresgruppe C in het Saarland.

### Westelijke veldtocht
De divisie werd verplaatst naar het front in Lotharingen en werd kort ingezet in de laatste fase van de westelijke veldtocht. Na de Franse capitulatie, werd de divisie in Oost-Frankrijk ingezet als bezettingstroepen tot maart 1941. In april 1941 werd de divisie verplaatst naar Roemenië ter bescherming van de Roemeense grenzen en ter voorbereiding van de aanval op de Sovjet-Unie.

### Operatie Barbarossa
Vanaf 22 juni 1941 viel de divisie aan in het verband van het 11e Leger over de rivier de Proet. De divisie had de taak om samen met Roemeense troepen het in 1940 door de Sovjet-Unie bezette, voorheen Roemeense Bessarabië te veroveren. Dit leidde tot de eerste gevechten in het sterk versterkte grensgebied, dat werd verdedigd door het Sovjetische Zuidelijk Front. Generalmajor Röttig leidde persoonlijk de oversteek over de Proet, die werd ingeleid door verkenningseenheden van de divisie die wachttorens op de Sovjetische rivieroever opbliezen. Deze "gewelddadige verkenning" werd snel uitgebreid en de grensplaats Sculeni werd veroverd. De hoofdtaak viel daarbij toe aan het Infanterieregiment 305, dat het bruggenhoofd tegen sterke vijandelijke weerstand verdedigde. Pas op 1 juli 1941, toen de overige divisies van het  ]30e Legerkorps naderden, zette de divisie haar aanval vanuit het bruggenhoofd voort. In de verdere loop van de strijd vocht de divisie vanaf augustus 1941 in het verband van de Panzergruppe 1 in Zuid- en Oost-Oekraïne, onder andere bij de offensieven op de grote steden Dnjepropetrovsk en Rostov aan de Don. Na de door Sovjettegenaanvallen afgedwongen ontruiming van Rostov in december 1941 verdedigde de divisie in de winter en het voorjaar van 1942 het riviergedeelte bij de Mioes.

### Zomeroffensief 1942
Het zomeroffensief van 1942 in het zuidelijke deel van het oostfront beleefde de divisie in het verband van het 17e Leger. De deelname aan de herovering van Rostov in juli en aan de verovering van de hoofdstad van het Koeban-gebied, Krasnodar, in augustus waren belangrijke gevechtsfasen, gevolgd door het bereiken van de Westelijke Kaukasus in de richting van de havenstad Toeapse, die echter niet meer kon worden ingenomen.

### Kaukasus, Koeban en Krim

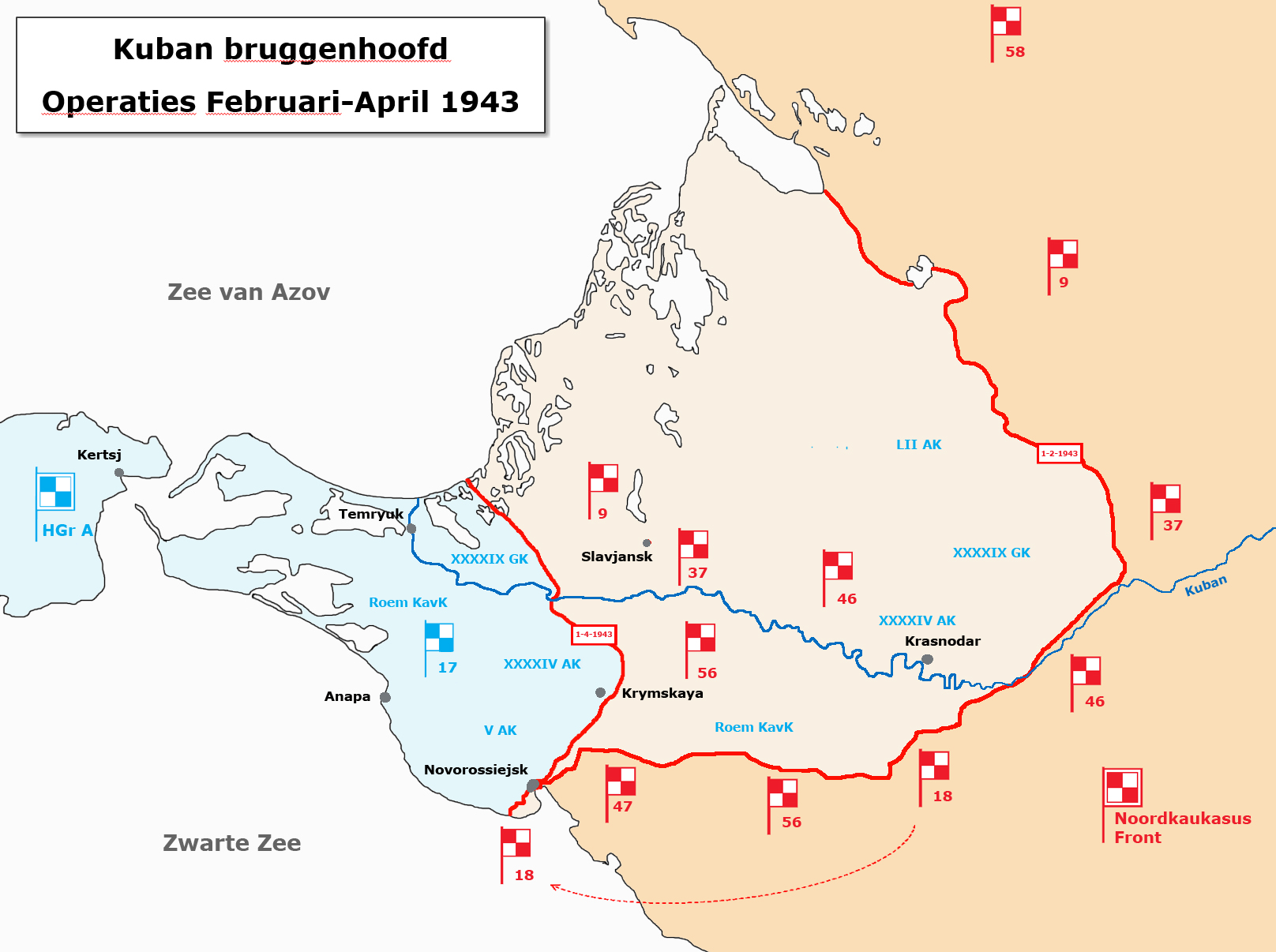
In het Koebanbruggenhoofd

In de winter van 1942/43 verdedigde de divisie de frontlijn in de Westelijke Kaukasus. Na de terugtocht van de Wehrmacht uit de Kaukasus in februari 1943 werd de divisie verplaatst naar het Koebanbruggenhoofd en verdedigde daar tot oktober 1943. Na de evacuatie van het Koebanbruggenhoofd werd de divisie verplaatst naar de Krim. In februari 1943, na de landing van Sovjettroepen op zee in de baai van Novorossiejsk, ontwikkelden zich zware gevechten rond het zogenaamde "Kleine Land" ofwel “Malaya Zembla”. De divisie was een van de eerste beschikbare interventietroepen om het Sovjet-bruggenhoofd uit te schakelen. Het Grenadierregiment 305 vocht bij Stantsiya onder moeilijke omstandigheden in stedelijke gevechten en leed grote verliezen.

### Zuidsector oostfront
In april 1943 verhuisde de divisie van het Koebanbruggenhoofd als reservedivisie van Heeresgruppe Süd naar het Zaporozje-gebied, waar het een opfris kreeg. Dit werd gevolgd door de overplaatsing naar het aanvankelijk rustige deel van het front bij Izjoem. 
In juli 1943 nam de divisie deel aan de Slag om Koersk. In augustus 1943 vocht de divisie in de Vierde Slag om Charkov, die op 23 augustus werd verloren. De onvermijdelijke terugtrekking van Heeresgruppe Süd naar de Dnjepr in september 1943 leidde de divisie naar de middenloop van de rivier en bracht verdere verliezen met zich mee, zodat de divisie niet meer als een Kampfgruppe  was.  Op 11 september 1943 werden de derde bataljons van de regimenten ontbonden vanwege de zware verliezen in de voorgaande maanden. Vanaf november 1943 vocht de divisie in het Kiev-Fastov-Zjitomir gebied als onderdeel van het 4e Pantserleger. In heen-en-weer golvende gevechten was het mogelijk, zij het met een groter gebiedsverlies, om het Sovjetoffensief tijdelijk te vertragen en ook om een tegenaanval uit te voeren. In januari 1944 was er een grote Sovjetaanval in het Kanev-gebied, wat leidde tot de overplaatsing van de divisie daarheen. Op 26 januari 1944 werd het front van de divisie doorbroken, waardoor Sovjettroepen de Tsjerkasy-Kessel konden vormen. De divisie bevond zich buiten de omsingeling en beschermde de flanken van de ontzettingsaanval van het 3e Pantserkorps. Na deze winterslag was de divisie weer gereduceerd tot een gevechtsgroep en moest – na verdere inzet in Zuid-Oekraïne en Bessarabië als – met zijn resten uit he front worden gehaald en overgebracht naar Zuid-Frankrijk voor hervorming.

### Frankrijk
In juni 1944 werd de divisie in Zuid-Frankrijk opgefrist door de Schattendivisie Böhmen, en er werden ook herstellenden naar toe gebracht. Na de geallieerde landingen in Zuid-Frankrijk in de omgeving van Toulon op 19 juni 1944 waren er zware terugtrekkingsgevechten langs het Rhônedal in noordelijke richting, waarbij de divisie opnieuw zware verliezen leed. De divisie trok zich helemaal terug naar de Elzas, waar ze in de daaropvolgende maanden verwikkeld was in een zware stellingenoorlog. In januari 1945 nam de divisie, samen met de Panzerbrigade 106 “Feldherrnhalle”, deel aan Operatie Sonnenwende, die tot doel had Straatsburg aan te vallen. Uiteindelijk mislukte deze aanval. Daarna werd de divisie in februari 1945 uit de Zak van Colmar verdreven.

### Laatste terugtocht in Duitsland
Na de terugtrekking uit de Elzas werd de divisie ingezet aan het Boven-Rijnfront. In april 1945 werd ook deze positie onhoudbaar en vielen geallieerde eenheden Baden-Württemberg vanuit het noorden aan.  De divisie vocht haar laatste gevechten op de terugtocht via Heidelberg, Schwäbisch Hall, Gaildorf en Günzburg. Na de terugtocht over de Neckar volgde een verdere terugtrekking Beieren in.

### Einde
De restanten van de 198e Infanteriedivisie capituleerden op 28 april 1945 in Weilheim in Oberbayern aan Amerikaanse troepen.

## Commandanten
| Rang                                           | Naam                  | Begin            | Eind               |
| ---------------------------------------------- | --------------------- | ---------------- | ------------------ |
| Oberst                                         | Hans Windeck          | 1 december 1939  | 10 januari 1940    |
| Generalmajor vanaf 1 juni 1941 Generalleutnant | Otto Röttig           | 10 januari 1940  | 10 april 1942      |
| Oberst vanaf 5 juli 1942 Generalmajor          | Albert Buck           | 10 april 1942    | 6 september 1942 † |
| Oberst vanaf 1 oktober 1942 Generalmajor       | Ludwig Müller         | 6 september 1942 | 5 februari 1943    |
| Oberst vanaf 1 april 1943 Generalmajor         | Hans-Joachim von Horn | 7 februari 1943  | 1 juni 1944        |
| Generalmajor                                   | Otto Richter          | 1 juni 1944      | 1 augustus 1944    |
| Generalleutnant                                | Kurt Oppenländer      | 1 augustus 1944  | 5 augustus 1944    |
| Oberst                                         | Alfred Kuhnert        | 5 augustus 1944  | 28 augustus 1944   |
| Oberstleutnant                                 | Freiherr von Finck    | 28 augustus 1944 | 1 september 1944   |
| Oberst vanaf 1 oktober 1944 Generalmajor       | Otto Schiel           | 1 september 1944 | 18 januari 1945    |
| Oberst vanaf 1 maart 1945 Generalmajor         | Konrad Barde          | 18 januari 1945  | 22 april 1945      |
| Generalmajor                                   | Werner Kolb           | 23 april 1945    | 26 april 1945      |
| Generalleutnant                                | Helmut Städke         | 26 april 1945    | 28 april 1945      |

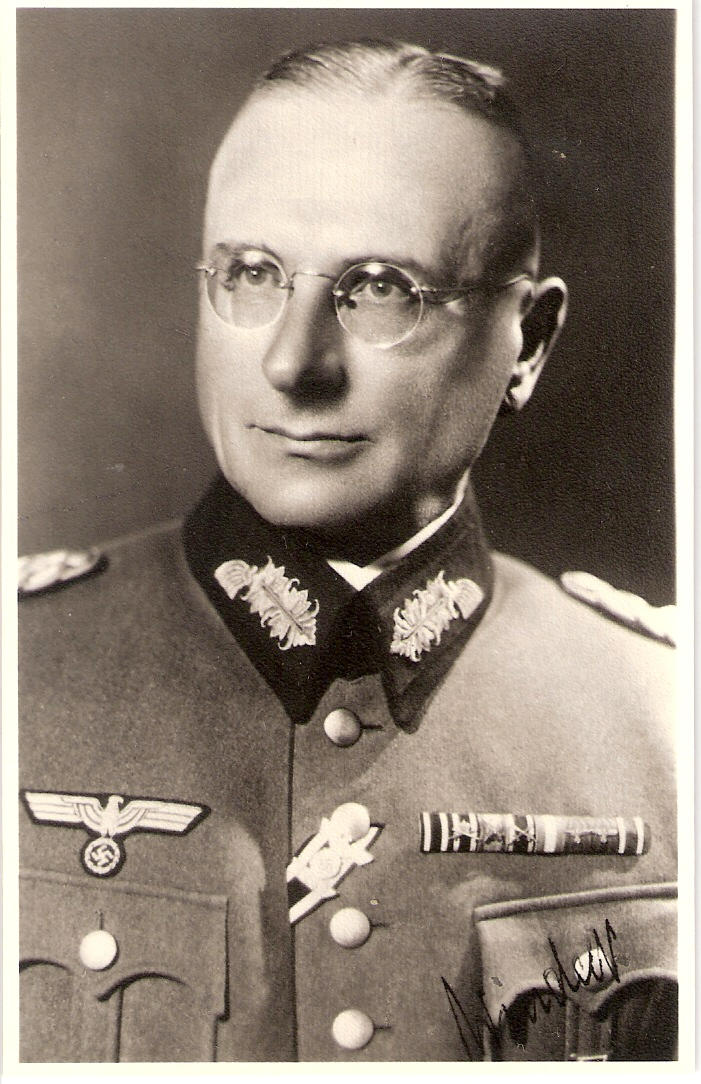
Hans Windeck, hier als Generalleutnant in 1943

Generalmajor Buck kwam om het leven toen het voertuig waarin hij zat werd aangevallen door een Sovjet-stoottroep nabij Novorossiejsk. Generalmajor Müller viel uit wegens geelzucht. Generalleutnant Oppenländer werd hij wegens lichamelijke en nerveuze uitputting afgelost. Oberstleutnant von Finck was de Ia van de divisie, dus tijdelijke waarnemend. Generalmajor Kolb was tijdelijk bevelhebber, naast zijn eigenlijke commando over de 9e Volksgrenadierdivisie. Generalmajor Schiel werd vervangen wegens gebrek aan succes in Operatie Sonnenwende.

## Bovenliggende bevelslagen
| Legerkorps                         | Leger                 | Legergroep       | Plaats/regio                    | Begin             | Eind              |
| ---------------------------------- | --------------------- | ---------------- | ------------------------------- | ----------------- | ----------------- |
| in oprichting                      |                       |                  | Protektorat                     | 1 december 1939   | 6 maart 1940      |
| in training                        |                       |                  | Heimat                          | 7 maart 1940      | 9 april 1940      |
| Gruppe XXI                         |                       | OKW              | Denemarken                      | 9 april 1940      | eind mei 1940     |
| direct onder bevel                 | 1e Leger              | Heeresgruppe C   | Saarland, Oost-Frankrijk        | 28 mei 1940       | 25 juni 1940      |
| 12e Legerkorps                     | 1e Leger              | Heeresgruppe C   | Oost-Frankrijk                  | 26 juni 1940      | september 1940    |
| 14e Gem. Korps                     | 2e Leger              | Heeresgruppe C   | Oost-Frankrijk                  | september 1940    | 21 september 1940 |
| H.Kdo. z.b.V. XXXXV                | 2e Leger              | Heeresgruppe C   | Oost-Frankrijk                  | 22 september 1940 | 4 december 1940   |
| 25e Legerkorps                     | 1e Leger              | Heeresgruppe D   | Aube                            | 5 december 1940   | 9 december 1940   |
| 27e Legerkorps                     | 1e Leger              | Heeresgruppe D   | Oost-Frankrijk                  | 10 december 1940  | 7 maart 1941      |
| Deutsche Heeresmission in Rumänien |                       | OKH              | Roemenië                        | 7 maart 1941      | 27 maart 1941     |
| 11e Legerkorps                     | 12e Leger             |                  | Roemenië                        | 28 maart 1941     | 12 april 1941     |
| 50e Legerkorps                     | 12e Leger             | OKH              | Roemenië                        | 13 april 1941     | 27 april 1941     |
| Deutsche Heeresmission in Rumänien |                       | OKH              | Roemenië                        | 28 april 1941     | 31 mei 1941       |
| 30e Legerkorps                     | 11e Leger             | Heeresgruppe Süd | Iasy, Oekraïne, Dnjepr          | 1 juni 1941       | 17 augustus 1941  |
| 11e Legerkorps                     | 11e Leger             | Heeresgruppe Süd | Oekraïne, Dnjepr                | 17 augustus 1941  | 23 augustus 1941  |
| direct onder bevel                 | 17e Leger             | Heeresgruppe Süd | Dnjepropetrowsk                 | 23 augustus 1941  | 25 augustus 1941  |
| direct onder bevel                 | Panzergruppe 1        | Heeresgruppe Süd | Dnjepropetrowsk                 | 25 augustus 1941  | 28 augustus 1941  |
| 3e Gem. Korps                      | Panzergruppe 1        | Heeresgruppe Süd | Dnjepropetrowsk                 | 28 augustus 1941  | 6 oktober 1941    |
| direct onder bevel                 | Panzergruppe 1        | Heeresgruppe Süd | Dnjepr-Donets                   | 6 oktober 1941    | 19 oktober 1941   |
| 49e Bergkorps                      | Panzergruppe 1        | Heeresgruppe Süd | Mioes, Chistyakovo, Krasny Luch | 19 oktober 1941   | juni 1942         |
| 49e Bergkorps                      | 17e Leger             | Heeresgruppe Süd | Mioes                           | juni 1942         | 9 juli 1942       |
| 49e Bergkorps                      | 17e Leger             | Heeresgruppe A   | Mioes, Rostov                   | 9 juli 1942       | 19 juli 1942      |
| 5e Legerkorps                      | 17e Leger             | Heeresgruppe A   | Kaukasus                        | 20 juli 1942      | 23 augustus 1942  |
| 57e Pantserkorps                   | 17e Leger             | Heeresgruppe A   | Kaukasus, Krasnodar             | 24 augustus 1942  | 26 november 1942  |
| Korps z.b.V. Förster               | 17e Leger             | Heeresgruppe A   | Kaukasus, Krasnodar             | 26 november 1942  | 20 december 1942  |
| 44e Legerkorps                     | 17e Leger             | Heeresgruppe A   | Kaukasus, Krasnodar             | 20 december 1942  | 4 januari 1943    |
| 49e Bergkorps                      | 17e Leger             | Heeresgruppe A   | Koeban                          | 4 januari 1943    | 25 januari 1943   |
| 44e Legerkorps                     | 17e Leger             | Heeresgruppe A   | Koeban                          | 25 januari 1943   | 14 februari 1943  |
| 5e Legerkorps                      | 17e Leger             | Heeresgruppe A   | Koeban                          | 15 februari 1943  | 20 februari 1943  |
| 44e Legerkorps                     | 17e Leger             | Heeresgruppe A   | Koeban                          | 20 februari 1943  | 9 maart 1943      |
| direct onder bevel                 |                       | Heeresgruppe Süd | Zaporozje                       | 9 maart 1943      | 13 mei 1943       |
| 57e Pantserkorps                   | 1. Panzerarmee        | Heeresgruppe Süd | Izjoem                          | 13 mei 1943       | 7 juli 1943       |
| Korps Raus                         | Armee-Abteilung Kempf | Heeresgruppe Süd | Belgorod                        | 7 juli 1943       | 20 juli 1943      |
| 11e Legerkorps                     | Armee-Abteilung Kempf | Heeresgruppe Süd | Belgorod, Charkov               | 20 juli 1943      | 22 augustus 1943  |
| 11e Legerkorps                     | 8e Leger              | Heeresgruppe Süd | Charkov, Krementsjoeg           | 22 augustus 1943  | november 1943     |
| 48e Pantserkorps                   | 4. Panzerarmee        | Heeresgruppe Süd | Kiev                            | november 1943     |                   |
| 7e Legerkorps                      | 4. Panzerarmee        | Heeresgruppe Süd | Fastov                          | december 1943     | januari 1944      |
| 7e Legerkorps                      | 1. Panzerarmee        | Heeresgruppe Süd | Tserkasy                        | februari 1944     |                   |
| 7e Legerkorps                      | 8. Armee              | Heeresgruppe Süd | Oekraïne                        | maart 1944        |                   |
| 40e Pantserkorps                   | 8. Armee              | Heeresgruppe Süd | Chisinau                        | april 1944        |                   |
| direct onder bevel                 | 8. Armee              | Heeresgruppe Süd | Chisinau                        | mei 1944          |                   |
| direct onder bevel                 | 4e Roem. Leger        | Heeresgruppe Süd | Chisinau                        | juni 1944         |                   |
| 4e Luftwaffen-Feldkorps            | 19e Leger             | Heeresgruppe G   | Narbonne                        | eind juni 1944    |                   |
| 85e Legerkorps                     | 19e Leger             | Heeresgruppe G   | Rhônedal                        | augustus 1944     |                   |
| 4e Luftwaffen-Feldkorps            | 19e Leger             | Heeresgruppe G   | Vogesen                         | september 1944    |                   |
| 64e Legerkorps                     | 19e Leger             | Heeresgruppe G   | Elzas                           | oktober 1944      |                   |
| 4e Luftwaffen-Feldkorps            | 19e Leger             | Heeresgruppe G   | Elzas                           | november 1944     |                   |
| 63e Legerkorps                     | 19e Leger             | Heeresgruppe G   | Elzas                           | december 1944     |                   |
| 64e Legerkorps                     | 19e Leger             | Heeresgruppe G   | Elzas, Baden                    | januari 1945      | maart 1945        |
| 80e Legerkorps                     | 19e Leger             | Heeresgruppe G   | Pfalz, Neckar, Beieren          | april 1945        | 29 april 1945     |

## Samenstelling
- Infanterie-Regiment 305
- Infanterie-Regiment 308
- Infanterie-Regiment 326

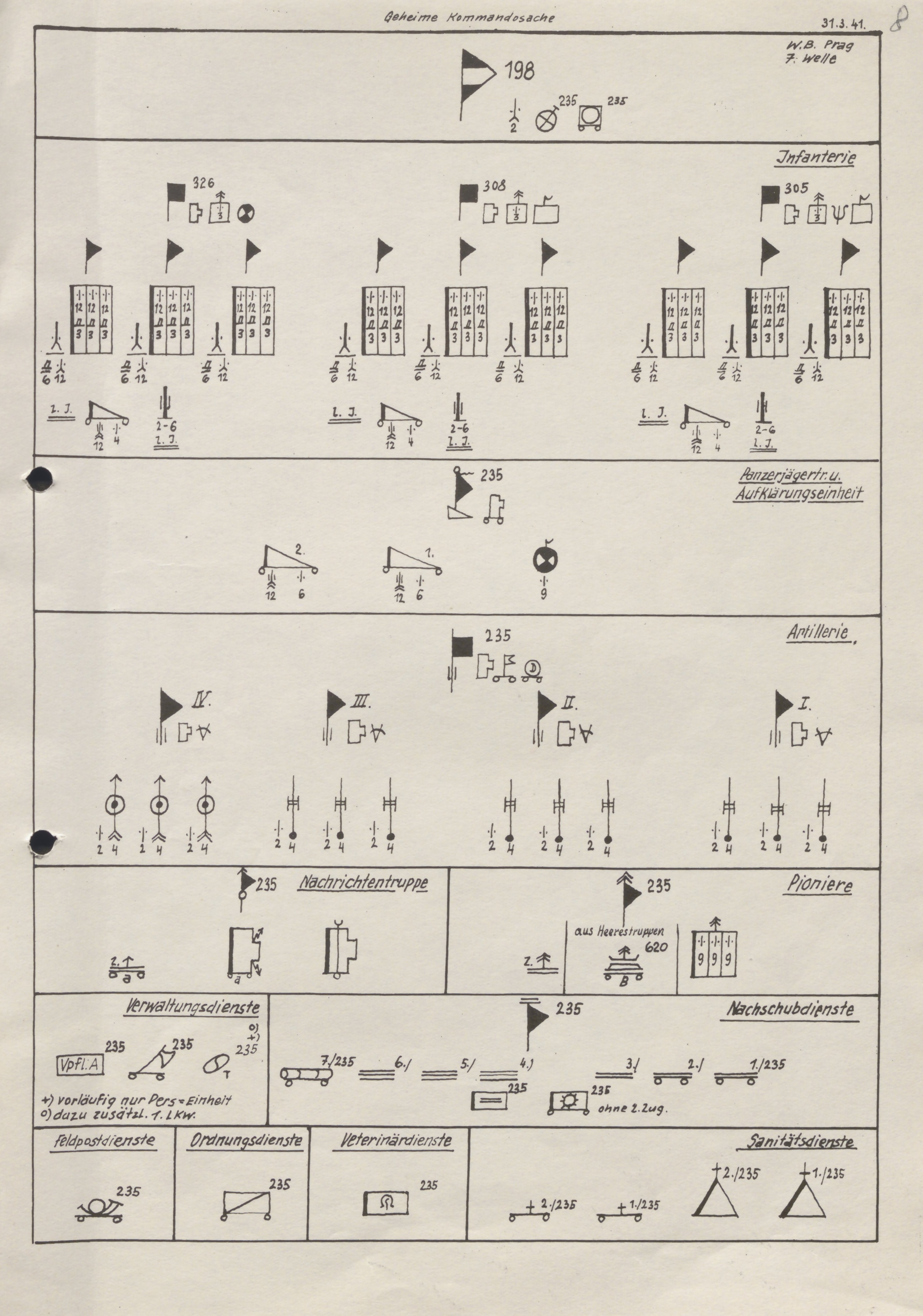
Samenstelling van de divisie van 31 maart 1941

- Artillerie-Regiment 235 (vier Abteilungen)
- Panzerjäger-Abteilung 235 (antitankbataljon)
- Pionier-Bataillon 235 (geniebataljon)
- Feldersatz-Bataillon 235 (vervangingsbataljon)
- Nachrichtenabteilung 235 (verbindingsbataljon)
- Nachschubstruppen (bevoorradingstroepen)